# Первый Ватиканский собор
Пе́рвый Ватика́нский собо́р — согласно принятому в Римско-католической церкви счёту, XX Вселенский собор. Открылся 8 декабря 1869 года. Прервал свою работу 1 сентября 1870 года; после капитуляции папской армии 20 сентября 1870 года Пий IX буллой Postquam Dei munere того же дня объявил его отложенным на неопределённое время (sine die). Не возобновлялся.

## История
Был созван буллой Римского Папы Пия IX Aeterni Patris 29 июня 1868 года.
Открылся 8 декабря 1869 года; 20 сентября 1870 был вынужден приостановить свои заседания ввиду захвата Рима войсками Итальянского королевства.
Предполагалось, что Собор обсудит большое количество догматических и канонических вопросов, но из-за того, что работа Собора была прервана, было принято только две догматические конституции:
1. Dei Filius излагала католическую позицию относительно Бога как Творца всех вещей, относительно естественного познания Бога человеком, сверхъестественного Откровения, веры и доверия и об отношении веры и разума.
2. Pastor aeternus провозглашала позицию по ряду тем: примат апостола Петра, папа как преемник Петра, вселенская юрисдикция Римского епископа, догмат о безошибочности Папы (лат. infallibilitas — безошибочность) в вере и морали. Конституция — наиболее полное официальное изложение позиции Римско-Католической Церкви относительно папской власти.

Частичная победа ультрамонтанской точки зрения была в значительной мере обусловлена ожесточённой борьбой папства за сохранение своей светской власти перед натиском войск Виктора Эммануила, в 1871 году воцарившегося в Риме вместо пап.

## Споры и реакция
Проект конституции Pastor aeternus находился на обсуждении Собора с 21 января 1870 года и содержал 15 глав: первые 10 глав — о Церкви вообще, 11-я и 12-я — о верховной юрисдикции (примате) Папы, три последние — о отношениях между Церковью и государством. Включённая позже в проект глава о infallibilitas вызвала острую реакцию ряда европейских держав: французский министр Дарю послал в Секретариат Церковного государства 2 ноты, выражавшие опасения в связи с предполагаемым определением; австрийское правительство направило ноту своему послу в Риме для передачи госсекретарю кардиналу Антонелли, выражавшую недоумение и озабоченность. В результате 21 марта Антонелли попросил Пия IX отозвать проект декрета о infallibilitas; однако папа дал указание продолжить работу.
Догмат о непогрешимости папы по делам веры и морали, также вызывал возражения значительной части духовенства, присутствовавшего на Соборе, хотя не столько по существу догмата, сколько в связи с сомнениями в его политической своевременности. Идейным вождём антиультрамонтанской партии был профессор церковной истории И. Дёллингер (Ignaz von Döllinger).
Дискуссия по определению infallibilitas проходила с 13 мая по 17 июля. Соборная ассамблея заслушала 65 выступлений, 26 из которых были направлены против принятия подобного догматического определения. Предварительное голосование по проекту конституции 13 июля 1870 года выявило 88 голосов «против» (non placet), что составляло четверть ассамблеи, в том числе 3 кардинала, 2 патриарха, архиепископы Парижа, Лиона, Милана, Кёльна, Мюнхена, епископы Ф. Дюпанлу, В. фон Кеттелер, К. Й. Гефеле, А.-Л. Маре и др. Раздосадованный Пий IX на следующий день написал письмо кардиналу Л. Билио с указанием внести в текст определения папской безошибочности слова «ex sese, non autem ex consensu Ecclesiae», что отменяло саму необходимость соборного одобрения. К 17 июля несогласные епископы (61 человек) покинули Рим. 18 июля на торжественной сессии (4-м пленарном заседании) в присутствии Пия IX было проведено голосование, на котором только двое проголосовали против. Папа ратифицировал голосование.
В 1871 году Дёллингер и его сторонники были отлучены. Впоследствии германское, австрийское и швейцарское духовенство, отвергшее решения Собора, основали Церковь, известную как старокатолическая.
Принятие догмата в значительной мере спровоцировало появление в Германии Бисмарка политики Kulturkampf, проводившейся в 1870-е годы.
Догматические определения Собора были категорически отвергнуты как протестантами, так и православной церковью.

## Infallibilitas
В итоге ожесточённых прений по догмату о папской вероучительной непогрешимости (Infallibilitas) соответствующее определение было принято в следующей формулировке:
«Romanum pontificem, cum ex cathedra loquitur, id est, cum omnium christianorum pastoris et doctoris munere fungens, pro suprema sua apostolica auctoritate doctrinam de fide vel moribus ab universa ecclesia tenendam definit, per assistentiam divinam, ipsi in beato Petro promissam, ea infallibilitate pollere, qua divinus Redemptor ecclesiam suam in definienda doctrina de fide vel moribus instructam esse voluit; ideoque eiusmodi Romani pontificis definitiones ex sese, non autem ex consensu ecclesiae irreformabiles esse. Si quis autem huic nostrae definitioni contradicere, quod Deus avertat, praesumpserit: a. s.»
«<…> определяем, что Римский епископ, когда говорит с кафедры, то есть когда, выполняя обязанности пастыря и учителя всех христиан, своей высшей апостольской властью определяет, какого учения в вопросах веры или нравственного поведения должна держаться вся Церковь, — в силу божеского содействия, обещанного ему в св. Петре, обладает тою же безошибочностью по делам веры и морали, какою по воле божественного Искупителя должна обладать Церковь Его, когда определяет учение, относящееся к вере или нравственному поведению, а посему таковые Римского епископа определения являются неподлежащими отмене сами по себе, а не по решению Церкви. Кто же, — да не допустит Бог! — дерзнет против сего нашего определения возражать, да будет анафема.»
Умеренная (с точки зрения кругов, опасавшихся политических последствий принятия догмата) трактовка догмата была изложена в статье епископа Санкт-Пёльтенского Йозефа Фесслера Die wahre und falsche Unfehlbarkeit des Päpste (Вена, 1871), одобренной Пием IX как официальный комментарий. Изложенная им точка зрения ограничивает безошибочность учительства только теми случаями, когда Папа ясно выражает волю от имени всей Церкви под угрозой отлучения в противном случае.